# Athetis grandidieri
Athetis grandidieri är en fjärilsart som beskrevs av Pierre E.L. Viette 1963. Athetis grandidieri ingår i släktet Athetis och familjen nattflyn. Inga underarter finns listade i Catalogue of Life.